# S&P 600
O S&P SmallCap 600 Index ( ou simplesmente S&P 600) é um índice de bolsa de valores estabelecido pela Standard & Poor's. Ele cobre aproximadamente a gama de ações americanas de pequena capitalização, usando um índice ponderado por capitalização. Para ser incluída no índice, uma ação deve ter uma capitalização de mercado total que varia de $ 600 milhões a $ 2,4 bilhões no momento da adição ao índice.
Em 31 de janeiro de 2020, a capitalização média de mercado do índice era de US $ 1,13 bilhão e cobria cerca de 3% do total do mercado de ações dos EUA. Essas ações de pequena capitalização cobrem uma faixa mais estreita de capitalização do que as empresas cobertas pelo índice Russell 2000 Smallcap, que variam de $ 169 milhões a $ 4 bilhões.
A avaliação de mercado para as empresas do Índice SmallCap e outros índices muda ao longo do tempo com a inflação e o crescimento das empresas de capital aberto. O índice S&P 400 MidCap combinado com o SmallCap 600 compõe o S&P 1000, e o S&P 1000 mais o S&P 500 compõem o S&P 1500. O índice S&P 600 foi lançado em 28 de outubro de 1994.